# Helltaker
Helltaker (укр. Гелтейкер) — безкоштовна незалежна відеогра в жанрі головоломки з елементами симулятора побачень, створена польським розробником Лукашем Піскожем, також відомим як vanripper. Вона була випущена в травні 2020 року для Microsoft Windows, macOS та Linux.

## Ігровий процес
Гравець проходить серію етапів головоломки, кінцевою метою якої є дістатися до дівчини-демона, правильно відповісти на її запитання і приєднати її до гарему демонів гравця. Кожен етап головоломки охоплює штовхання каміння та скелетів-солдатів по двовимірній сітці зверху вниз, подібно до гри Sokoban, не виходячи за межі встановленого ліміту ходів, а також уникаючи пасток з шипами та збираючи ключові предмети. Після досягнення мети, дівчина-демон для цього етапу поставить питання, на яке гравець повинен правильно відповісти, виходячи з її особистості, а неправильна відповідь може призвести до поганого кінця, наприклад, до смерті, що поверне гравця на початок етапу.
Останній рівень з босом (за участю демона Суду, Верховної прокурорки) включає поетапну механіку, схожу на bullet-hell, з ланцюжками по всьому екрану.

## Сюжет

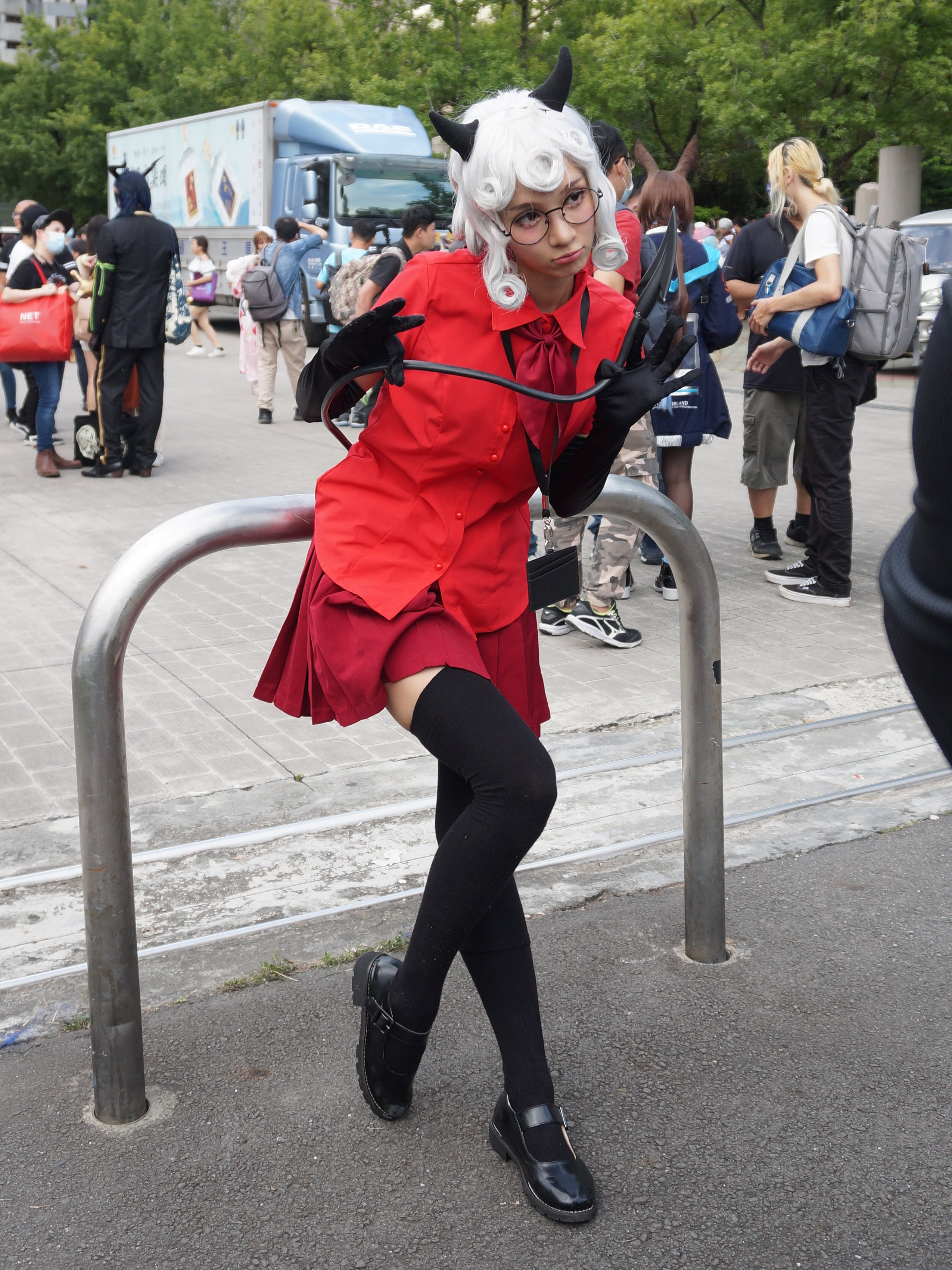
Косплей однієї з персонажів гри, Пандемоніки.

Головний герой, на честь якого й названа гра, зветься Гелтейкер. Він є мускулистим чоловіком, що полюбляє грати в покрокові стратегічні ігри та їсти шоколадні млинці. Під час своєї подорожі пеклом він носить червону сорочку та білий піджак і штани з червоною квіткою на лацкані. Наприкінці гри він змінює піджак на чорний фартух з написом «САТАНА» білим кольором, коли готує млинці.
Автор описує сюжет відеогри наступним чином: «Одного разу ти прокинувся зі сном — гарем, повний демонічних дівчат. Ви відкрили портал в надії виконати свої найсміливіші бажання. Пекельний вогонь пронизує ваші легені, смерть чекає за кожним кутом і все виглядає, немов у милій мобільній грі. Ви в пеклі».

## Розробка
Лукаш Піскож, відомий у Твіттері як vanripper, самостійно розробив всю гру протягом приблизно одного року і був її художнім керівником. За словами Піскожа, Helltaker дещо нагадує серію відеоігор Leisure Suit Larry, оскільки головні герої обох ігор мають характеристики, що нагадують один одного.
У гру можна грати безкоштовно, вона охоплює артбук і рецепт млинців, які також можна придбати окремо, щоб підтримати розробника.
Хоча відеогра офіційно доступна лише англійською мовою, Піскож підтримав переклади, зроблені спільнотою, пояснюючи, як їх робити, і сам зробив один з них польською.
Додаткова глава була додана до гри 11 травня 2021 року на честь першої річниці гри.
1 липня 2020 року на GitHub вийшов фан-порт для Nintendo Switch, автором якого є Піскож. 7 вересня того ж року вийшов фан-порт для PlayStation Vita.